# Гундакар V фон Щархемберг
Гундакар V (II) фон Щархемберг (на немски: Gundacker V von Starhemberg; † 1302) е благородник от стария австрийски благороднически род Щархемберг в Горна Австрия.

## Произход
Той е вторият син на Гундакар IV фон Щархемберг († 1265), господар на Щайнбах и Вилдберг, и съпругата му Лойкардис фон Капелен, дъщеря на Пилгрим фон Капелен и Гизела фон Фихофен. Братята му са нежения Рюдигер II (I) фон Щархемберг-Антшау († сл. 1300), Хадмар фон Щархемберг-Вилдберг-Катцбах († 1297) и Йохан I фон Щархемберг.

## Фамилия
Първи брак: пр. 30 октомври 1271 г. за Еуфемия фон Фалкенберг, дъщеря на Хадмар фон Фалкенберг. Те имат осем деца:
- Анна
- Гундакар VI фон Щархемберг фон Щархемберг в Хорнберг, Топел и Вилдберг († 1346), женен 1305 г. за Аделхайд фон Ланденберг († 1353), вдовица на Рюдигер Пибер; имат син и дъщеря
- Йоханес († 1350), женен за Агнес фон Волкесторф; имат три сина
- Вайкард († 30 април 1326 в Пасау)
- Рапото († 1291)
- Рюдигер II ((† 1327)
- Еуфемия, омъжена за Петер фон Лозенщайн
- Елизабет († 1326)

Втори брак: през 1281 г. за Еуфемия фон Хуенринг († 1292), дъщеря на Алберо фон Хуенринг и Гертруд фон Вилдон. Вероятно Гундакар VI фон Щархемберг е техен син.